# Gu Changwei
Gu Changwei (顾长卫), nacido el 12 de diciembre de 1957 en Xi'an, Shaanxi, (China) es un cineasta y director de cine chino.
Gu se ha establecido en los últimos años como uno de los principales directores de fotografía de la producción China gracias a películas como Sorgo rojo de Zhang Yimou y Adiós a mi concubina (por la que fue nominado al Oscar por fotografía) y La vida pendiente de un hilo de Chen Kaige. Se inició como director con el largometraje El pavo real (Kong Que, 2005), en la que retrata la vida de una familia en una ciudad del norte de China, a finales de los años 70. La película obtuvo el Oso de Plata en el Festival de Cine de Berlín de 2005. 

## Filmografía

### Como cinematógrafo
- Sorgo rojo (1987)
- El rey de los niños (1987)
- Operation Cougar (1989)
- Ju Dou (1990)
- La vida pendiente de un hilo (1991)
- Adiós a mi concubina (1993)
- The Trail (1993)
- In the Heat of the Sun (1994)
- Warrior Lanling (1995)
- Last Chance Love (1997)
- The Gingerbread Man (1998)
- Hurlyburly (1998)
- Devils on the Doorstep (2000)
- Otoño en Nueva York (2000)
- All the Invisible Children (2005) (segmento de "Song Song and Little Cat")

### Como director
- El pavo real (2005)

## Premios y distinciones
Premios Óscar
| Año  | Categoría        | Película             | Resultado |
| ---- | ---------------- | -------------------- | --------- |
| 1994 | Mejor fotografía | Adiós a mi concubina | Nominado  |